# Amplificatore a basso rumore
Un amplificatore a basso rumore (LNA, low-noise amplifier) è un amplificatore elettronico utilizzato per amplificare un segnale a bassissima potenza, per esempio, quale quello catturato da un'antenna, senza degradare significativamente il suo rapporto segnale-rumore (SNR). Qualsiasi amplificatore elettronico aumenterà la potenza sia del segnale che del rumore presente al suo ingresso, ma introdurrà anche del rumore aggiuntivo. Gli LNA sono progettati per ridurre al minimo tale rumore aggiuntivo, e tale riduzione deve essere bilanciata con altri obiettivi di progettazione come il guadagno di potenza e l'adattamento dell'impedenza. 
Gli LNA trovano applicazione nei sistemi di radiocomunicazioni, negli strumenti medici e nelle apparecchiature di misura elettroniche. Un buon LNA può ad esempio fornire un guadagno in potenza di 100 volte (20 dB) con un cifra di rumore (NF) pari a 2 (3 dB). Anche se gli LNA sono principalmente usati per l'amplificazione di segnali deboli, talvolta vengono utilizzati anche in presenza di segnali più forti per prevenire fenomeni di distorsione dovuti all'intermodulazione. 

## Comunicazioni
Le antenne ricevono, comunemente, segnali deboli. Un'antenna esterna è spesso collegata al suo ricevitore tramite una linea di trasmissione chiamata linea di alimentazione. Le perdite nella linea di alimentazione riducono il rapporto segnale/rumore del segnale ricevuto: una perdita sulla linea di alimentazione di 3 dB degrada il rapporto segnale-rumore (SNR) del ricevitore di 3 dB. 
Un LNA è un componente chiave, che inserito nell'estremità anteriore del circuito radio ricevitore, oltre ad amplificare il segnale, contribuisce a ridurre il rumore indesiderato. Per la formula di Friis, la cifra di rumore (NF) di un'amplificazione multistadio dipende soprattutto dai primi stadi (o semplicemente dal primo stadio), nella maggior parte dei ricevitori, la NF complessiva è dominata dai primi stadi del front-end RF.
Utilizzando un LNA vicino alla sorgente del segnale, l'effetto del rumore proveniente dagli stadi successivi della catena di ricezione nel circuito viene ridotto dal guadagno del segnale creato dall'LNA, mentre il rumore creato dall'LNA stesso viene iniettato direttamente nel segnale ricevuto. L'LNA aumenta la potenza dei segnali desiderati aggiungendo il minor rumore e distorsione possibile. Il lavoro svolto dall'LNA consente il recupero ottimale del segnale desiderato nelle fasi successive del sistema.

## Criteri di progettazione
Gli amplificatori a basso rumore sono gli elementi costitutivi dei sistemi e degli strumenti di comunicazione. Le specifiche più importanti di un LNA sono:
- Guadagno
- Cifra di rumore
- Linearità
- Potenza massima in ingresso

Un buon LNA ha un NF basso (es. 1 dB), guadagno sufficiente per potenziare il segnale (ad esempio 10 dB) e un punto di intermodulazione e compressione sufficientemente ampio (IP3 e P1dB) per svolgere il lavoro richiesto. Ulteriori specifiche sono la larghezza di banda operativa dell'LNA, la linearità del guadagno, la stabilità, il rapporto delle onde stazionarie della tensione di ingresso e di uscita (VSWR).
Per un basso rumore è necessaria un'elevata amplificazione per l'amplificatore nel primo stadio. Pertanto, vengono spesso utilizzati transistor a giunzione ad effetto di campo (JFET) e transistor ad alta mobilità elettronica (HEMT). Sono azionati in un regime di corrente elevata, che non è efficiente dal punto di vista energetico, ma riduce la quantità relativa di rumore shot. Richiede inoltre circuiti di adattamento di impedenza di ingresso e di uscita per circuiti a banda stretta per migliorare il guadagno.
Negli anni '40 gli amplificatori potevano amplificare il segnale attraverso un tubo a vuoto, mentre oggi sono solitamente utilizzati i transistor quali i transistor bipolari oppure i transistor ad effetto di campo. Possono anche essere utilizzati altri dispositivi quali i diodi tunnel.
La quantità di guadagno applicata è spesso un compromesso. Da un lato, un guadagno elevato rende forti i segnali deboli. D'altro canto, un guadagno elevato significa segnali di livello più elevato e tali segnali di livello elevato con guadagno elevato possono superare la gamma dinamica dell'amplificatore o causare altri tipi di rumore come distorsione armonica o miscelazione non lineare.

### Guadagno
Il guadagno dell'LNA si riferisce alla sua capacità di aumentare o amplificare il livello del segnale di ingresso a un livello che può essere elaborato dal ricevitore. È generalmente indicato in dB. I valori di guadagno tipici per gli LNA sono compresi tra 10 e 30 dB. 

### Cifra di rumore
La cifra di rumore fornisce una misura del contributo di rumore dovuto all'LNA stesso. L'LNA amplifica sia il segnale che il rumore presenti al suo ingresso in egual misura. Inoltre, l'uscita include il rumore dovuto all'LNA. Questo a sua volta riduce il rapporto segnale/rumore. Un buon LNA contribuisce con pochissimo rumore all'immagine complessiva.

### Linearità
La linearità di un LNA è una misura della sua capacità di amplificare il segnale senza distorsioni. Quando un LNA funziona linearmente, la potenza di uscita in dB è la somma del segnale di ingresso e del guadagno. Tuttavia, quando il livello del segnale di ingresso aumenta oltre un certo punto, l'uscita inizia a livellarsi, non è più la somma del segnale di ingresso e del guadagno. A questo stadio, il comportamento dell'LNA non è più lineare. 

### Potenza massima in ingresso
Questo è semplicemente il livello massimo del segnale che un LNA può tollerare. A questo livello del segnale di ingresso, l'LNA è in saturazione e il funzionamento è non più lineare. Alcuni produttori specificano anche una soglia di danno che indica il livello del segnale in ingresso che può danneggiare l'amplificatore. Questa quantità è spesso specificata in dBm.  
Oltre alle specifiche sopra menzionate, altre caratteristiche importanti sono la perdita di ritorno, la tensione di esercizio, il consumo di corrente e la temperatura di esercizio.

## Applicazioni
Gli LNA vengono utilizzati nei ricevitori di comunicazioni come radiotelescopi, telefoni cellulari, ricevitori GPS, LAN wireless (WiFi) e comunicazioni satellitari per potenziare il segnale ricevuto dall'antenna gravato principalmente dall'attenuazione di spazio libero ma anche da altre perdite tra l'antenna e il ricevitore.
In un sistema di comunicazione satellitare, l'antenna ricevente della stazione terrestre utilizza un LNA perché il segnale ricevuto è debole poiché i satelliti hanno una potenza limitata e quindi utilizzano trasmettitori a bassa potenza. I satelliti sono anche distanti e subiscono una perdita di percorso: i satelliti in orbita terrestre bassa si possono trovare a 190 km di distanza dalla superficie terrestre mentre i satelliti geosincroni si trovano a 35 785 km di distanza.